# Portret Katarzyny Cornaro
Portret Katarzyny Cornaro – obraz namalowany ok. 1500 roku przez włoskiego artystę renesansowego, Gentile Belliniego, znajdujący się obecnie w Muzeum Sztuk Pięknych w Budapeszcie. Przykład XV-wiecznego portretu włoskiego.
Jest to jeden z nielicznych zachowanych portretów przedstawiający wenecką patrycjuszkę i królową Cypru, Katarzynę Cornaro, żonę króla Jakuba II. W 1849 roku Katarzyna abdykowała na rzecz Republiki Weneckiej i zamieszkała w odosobnieniu w Asolo niedaleko Wenecji. Bellini, który malował wydarzenia z życia Wenecji, stworzył przynajmniej trzy wizerunki Katarzyny. Drugi portret znajduje się w kolekcji Avogadro i był prezentem ślubnym Katarzyny dla jednej z jej dam dworu. Trzecia znana podobizna Katarzyny, również autorstwa Belliniego, widoczna jest na jego obrazie Cud Krzyża Świętego z 1500 roku, klęczącą w towarzystwie dworek. Jej postawa jest bardzo zbliżona do tej z obrazu z muzeum w Budapeszcie. Na wszystkich wizerunkach występują wspólne elementy ikonograficzne. Królowa sportretowana została w tym samym nakryciu głowy, z lekką przezroczystą woalką, zza której widać zmęczoną i dojrzałą kobietę. Strój kobiety słynnej z inteligencji i urody wyszywany jest perłami, a na szyi ma naszyjnik z perłowym wisiorkiem. Bellini namalował Katarzynę z obiektywizmem i psychologiczną wnikliwością.
Bellini był uznanym portrecistą, głównie w Republice Weneckiej, skąd już wcześniej (w 1480 roku) jako jej oficjalny malarz został wysłany na dwór Mehmeta II, by tam sportretować sułtana. Obecnie portret Mehmeta II znajduje się w National Gallery w Londynie.